# Christian af Schaumburg-Lippe (1898-1974)
Prins Christian til Schaumburg-Lippe (tysk: Christian Nikolaus Wilhelm Friedrich Albert Ernst Prinz zu Schaumburg-Lippe}; 20. februar 1898 – 13. juli 1974) var en tysk–dansk prins, der var overhoved for Náchod-linjen af fyrstehuset Schaumburg-Lippe.
Han var i familie med de danske konger, med hertugerne af Glücksborg og med landgreverne af Hessen-Kassel.

## Biografi

### Fødsel og familie
Prins Christian blev født den 20. februar 1898 i Sopron (tysk: Ödenburg) i Kongeriget Ungarn ved den nuværende grænse mellem Østrig og Ungarn. Han var søn af Prins Frederik af Schaumburg-Lippe (1868 – 1945) og Prinsesse Louise af Danmark, ældste datter af Kong Frederik 8. og Dronning Louise af Danmark. Gennem sin far tilhørte han en sidelinje af fyrstehuset Schaumburg-Lippe, der residerede på slottet Náchod i Bøhmen. Gennem sin mor var han fætter til Kong Frederik 9. af Danmark, og han tilhørte dermed den udvidede danske kongefamilie.

### Ægteskab og børn
I 1927 blev han forlovet med sin halvkusine Prinsesse Irene af Grækenland og Danmark, datter af Kong Konstantin 1. af Grækenland. Ægteskabsplanerne blev dog aldrig til noget, og Prinsesse Irene giftede sig senere med den italienske prins Aimone af Savoyen-Aosta. Prins Christian var herefter i nogen tid i kikkerten som en potentiel ægtefælle til Prinsesse Juliana af Nederlandene, hvor især den nederlandske udsending i Berlin, Johan Paul van Limburg Stirum, foretog et stort forberedende arbejde. Heller ikke dette ægteskab blev til noget, og Prinsesse Juliana endte med at gifte sig med Prins Bernhard af Lippe-Biesterfeld, en fjern slægtning af Prins Christian fra huset Lippe.
Prins Christian giftede sig den 9. september 1937 i Fredensborg Slotskirke med sin kusine Prinsesse Feodora af Danmark, datter af Prins Harald af Danmark, der var bror til Christians mor.
Feodora og Christian fik fire børn:
- Prins Wilhelm af Schaumburg-Lippe (født 19. august 1939)
- Prins Valdemar af Schaumburg-Lippe (19. december 1940–11. august 2020)
- Prinsesse Marie Louise af Schaumburg-Lippe (født 27. december 1945)
- Prins Harald af Schaumburg-Lippe (født 27. marts 1948)

### Senere liv
Prins Christian døde 76 år gammel den 13. juli 1974 i Bückeburg, den 
tidligere hovedstad i Fyrstendømmet Schaumburg-Lippe, i delstaten Niedersachsen i Vesttyskland.

## Britisk, men ikke dansk arveret
Gennem dronning Louise af Danmark-Norge (1724 – 1751) var prins Christian en fjern efterkommer af Georg 2. af Storbritannien. Derfor havde han (en teoretisk) arveret til den britiske trone.
Selv om han var dattersøn af Frederik 8. af Danmark, så havde han ikke arveret til den danske trone.
På Frederik 8.s tid havde kvinder ikke arveret til tronen. Fra 1953 bliver kvinder, der nedstammer fra Christian 10., optaget i arvefølgen.